# Historia (chaîne de télévision)
Pour les articles homonymes, voir Historia.
Historia est une chaîne de télévision québécoise spécialisée de langue française. Elle diffuse aussi bien des documentaires que des séries populaires à thématique historiques. Lancée le 31 janvier 2000, la chaîne appartient à Corus Entertainment.

## Histoire
En mai 1999, Alliance Atlantis Communications inc. et Les Réseaux Premier Choix (division d'Astral Media) obtiennent une licence de diffusion auprès du CRTC pour le service Canal Histoire.
La chaîne est lancée le 31 janvier 2000 sous le nom d’Historia et est distribuée avec Séries+, Ztélé et Évasion sous forme de mini-forfait, abandonné quelques années plus tard.
En janvier 2008, Canwest et Goldman Sachs font l'acquisition d'Alliance Atlantis sous le nom de CW Media, obtenant ainsi les parts d'Historia appartenant à Alliance Atlantis. En octobre 2010, Shaw Communications achète les intérêts de Canwest et Goldman Sachs dans CW Media, reprenant les intérêts de 50 % dans la chaîne sous le nom de Shaw Media.
Le 16 mars 2012, Bell Canada (BCE) annonce son intention d'acquérir Astral Média, y compris Historia, pour 3,38 milliards de dollars. La transaction est toutefois refusée par le CRTC. Bell Canada dépose une nouvelle demande et annonce le 4 mars 2013 qu'elle vendra ses parts dans Historia, Séries+ et Télétoon à Corus Entertainment, alors que Shaw Media vendra aussi ses parts dans les deux chaînes à Corus, cette dernière devenant la seule propriétaire de la chaîne, sur approbation du CRTC.
Le 27 juin 2013, le CRTC approuve la demande d'acquisition d'Astral par Bell. Historia, Séries+ et Télétoon sont donc vendus à Corus, dont la transaction a été approuvé le 20 décembre 2013, et complété le 1er janvier 2014.
Le 21 octobre 2014, Corus signe une entente avec A&E Television Networks, propriétaire de la chaîne américaine History. À l'hiver 2015, Historia adopte le logo de History et diffuse de nouvelles émissions telles que Seuls face à l'Alaska (Mountain Men), Appalachian Outlaws, Down East Dickering et No Man's Land.
En mai 2016, Corus met Historia et Séries+ en vente, Bell Média étant l'acheteur de choix. L'achat est confirmé le 17 octobre 2017,, sous approbation du CRTC. La transaction est annulée un an plus tard.

### Identité visuelle (logotype)

Logo de la chaîne, employé de 2000 à 2010.
Logo de la chaîne du 23 août 2010 à l'hiver 2015.
Logo de la chaîne en 2015 et 2016.
Logo de la chaîne de 2016 à 2022.

Logo en haute définition, employé de 2006 à 2010.
Logo en haute définition du 23 août 2010 à l'hiver 2015.
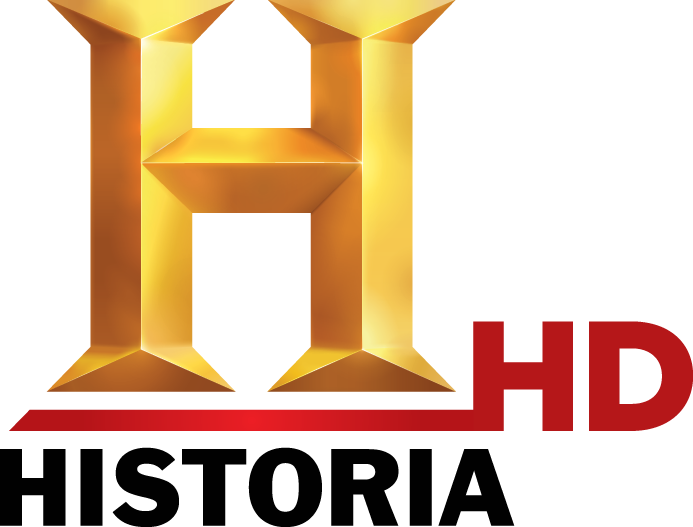
Logo en haute définition utilisé de 2016 à 2022.

## Format
La chaîne diffuse principalement :
- Des documentaires
- Des magazines
- Des docu-réalité
- Quelques fictions

## Programmation

### Émissions originales et fictions
- Les 30 journées qui ont fait le Québec (série documentaire, 2000)
- Nuremberg (téléfilm, 2000)
- Enquête Champlain (documentaire en deux épisodes, 2008)[13]
- Béliveau[14] (mini-série biographique de cinq épisodes, 2017)
- Transmission Impossible (série documentaire, 2019- )
- Dans les pas de (série documentaire, 2019)
- Au pic et à la pelle (série documentaire, 2019)
- Conquérant des glaces (série documentaire, 2020)
- Une vue sous les étoiles (série documentaire, 2020)
- Oka: 30 ans après (documentaire unique, 2020)
- FLQ: la traque (série documentaire, 2020)
- La Sombre histoire du Saint-Laurent (série documentaire, 2020)
- La Fièvre des encans: nouvelle génération (série documentaire, 2021- )
- Terre sauvage (série documentaire, 2021)
- Perdu dans la poussière (docréalité, 2021 - )
- SAQ: 100 ans d'histoire (documentaire, 2021)
- Nomades à moto: Transtaïga (série documentaire, 2022)
- À la conquête de L'Empress of Ireland (documentaire, 2022)
- Le Trésor de Saint-Castin (série documentaire, 2022)
- Secrets de village (série documentaire, 2022)[15]
- Le Lot du diable (télé-réalité, saison 1 - 2017 et saison 2 - 2022)[16]
- 3 secondes (docuréalité, 2023)[17]
- Verglas 98 (documentaire, 2023)[17]
- Le Ganster et le ministre (docufiction, 2023)[17]
- La Scie entre les dents (docuréalité, 2023)[17]
- Fleurdelisé (documentaire, 2023)[17]
- Une épave aux mille trésors (documentaire, 2023)[17]
- Hells Angels - La chute (docufiction, 2023)[17]
- Soif de révolution (série documentaire, 2023)[17]
- Bécanes de rêve (docuréalité, 2024)
- AvGeek (docuréalité, 2024)
- Patrick Norman au Rwanda : le devoir de mémoire (documentaire, 2024)

### Acquisitions

#### Séries télévisées
- JAG, dès le 26 août 2002
- Les deux font la loi (Bordertown) août 2003
- L'Enfer du devoir (Tour of Duty) dès le 26 août 2003
- Les Têtes brûlées (Baa Baa Black Sheep) juin 2004
- Pensacola, octobre 2004
- Le Clan Campbell (en) (The Campbells) décembre 2004
- NCIS : Enquêtes spéciales (NCIS) dès le 2 janvier 2006
- L'Or (?), juin 2006
- Commandant en chef (Commander in Chief) dès le 12 février 2007
- La Loi du Colt (Dead Man's Gun) février 2007
- The Unit : Commando d'élite (The Unit) dès le 27 août 2007
- Kaamelott dès le 1er septembre 2007
- DOS : Division des opérations spéciales (E-Ring) dès le 8 octobre 2007
- Army Wives dès le 28 décembre 2009
- Vers l'ouest (Into the West) dès le 25 août 2010
- Le Pacifique (The Pacific) dès le 25 août 2011
- Espions d'État (The Agency) dès le 25 mai 2012
- Boardwalk Empire, dès le 23 août 2012
- Sinbad, 2013
- Ripper Street, dès le 9 janvier 2015
- Klondike, hiver 2015
- Racines (Roots) dès le 18 janvier 2017

#### Émissions
- Alaska: guerries de la route
- Les A$ de la brocante
- L'Atelier de restauration
- Les Britanniques, histoire d'un peuple
- Cash cowboys
- Ces armes qui ont changé le monde
- Chasseurs d'épaves
- De l'acier et du feu
- L'Encan des géants
- L'Enfer des profondeurs
- FantomWorks: Mécanos d'exception
- La Fièvre des encans
- Fous des bolides
- Héros de guerre
- L'Histoire du monde
- Hitler déclassifié
- Hors-la-loi: confession d'un Hells Angel
- La Justice dans le sang
- La Malédiction d'Oak Island
- Miracles décodés
- Les Montagnards
- Mordus de course
- Motos Café Racers
- No Man's Land
- Nos ancêtres les extraterrestres
- Pawn Stars: prêteurs sur gages
- Prêt au combat
- Profession: brocanteur
- Secrets de musées
- Sur la trace des momies
- Sur le pied de guerre
- Les Trappeurs du Klondike
- Vitesse grand V